# Laudabiliter
Das päpstliche Schreiben Laudabiliter (lateinisch ruhmvoll/löblich) Hadrians IV. aus dem Jahre 1155 war an Heinrich II. von England gerichtet. Mit ihm erhielt Heinrich die Erlaubnis, in die Reformen der irischen Kirche einzugreifen.
Hadrians Absicht soll es gewesen sein, die päpstliche Kontrolle über Irland zu erlangen und den Ausbau weiterer Ordensklöster in Irland voranzutreiben. Der Papst, selbst Engländer, war an einer Ausweitung seiner Macht stark interessiert und gab in diesem Schreiben Irland zur „Eroberung“ durch den englischen König Heinrich II. frei; er billigte darin das Besitzrecht zu. Jedoch gibt es seit langem auch Zweifel an der Echtheit der Urkunde: „Die diesbezügliche Bulle Laudabiliter könnte aber auch eine englische Fälschung sein.“
In den vatikanischen Archiven ist keine Kopie der Bulle gefunden worden. Auch dem späteren Papst Johannes XXII. war das Dokument unbekannt, so wie es sich in der Korrespondenz mit Robert I. Bruce darstellt.

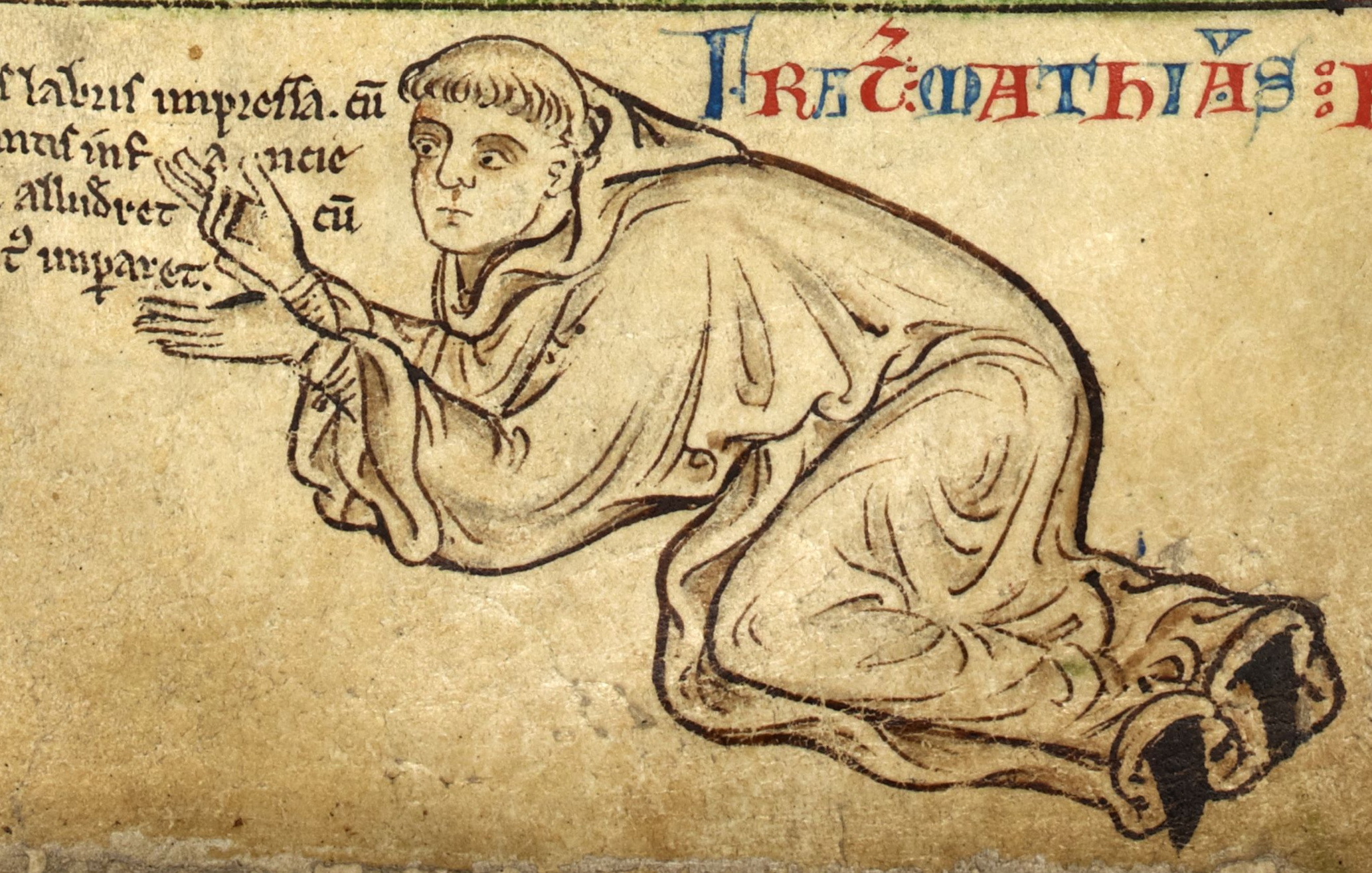
Selbstbildnis des Matthäus Paris

Unbestritten ist jedoch, dass Papst Alexander III. im September 1172 die Herrschaft Heinrichs über Irland bestätigt und somit spätestens seit diesem Zeitpunkt die päpstliche Billigung der Herrschaft Heinrichs über Irland bestand.
Erwähnt wird der Text gut 33 Jahre nach seiner Entstehung bei Giraldus Cambrensis, der um 1188 die Expugnatio Hibernica verfasste, eine Beschreibung der Eroberung Irlands durch die Normannen. Hier ist im zweiten Teil der Text der Littera wiedergegeben.
Weiterhin wird die Sache von Matthäus Paris, dem Verfasser der Historia Anglorum, im 13. Jahrhundert erwähnt.